# Revenge of the Nerds (televisieprogramma)
Revenge of the Nerds is een televisieprogramma waarin de nerds en tweelingbroers Arjan en Erik Snippe, bekend van het 1e seizoen van de Nederlandstalige versie van Beauty & de Nerd, het tegen elkaar opnemen. Ze houden zich bezig met zaken als uiterlijke verzorging en sociale vaardigheden. De winnaar wint een reis met een droomvrouw naar een exotisch oord. Het werd gepresenteerd door Renate Verbaan.
In elke aflevering voeren ze een opdracht uit om zo een bepaalde vaardigheid aan te leren. Ze worden tijdens deze opdrachten begeleid door een deskundige. Na elke opdracht wordt gekeken wie de vaardigheid het beste onder de knie heeft. Daarnaast leren ze koken, gaan ze naar de sportschool of gaan ze onder de zonnebank om hun huid te bruinen.
De eerste aflevering werd op 1 januari 2007 uitgezonden op RTL 5. Het programma werd gewonnen door Erik.